# 26. National Hockey League All-Star Game
Das 26. National Hockey League All-Star Game wurde am 30. Januar 1973 in New York ausgetragen. Das Spiel fand im Madison Square Garden, der Spielstätte des Gastgebers New York Rangers statt. Die Eastern Conference All-Stars schlugen die der Western Conference in einem hochklassigen Spiel knapp mit 5:4. Das Spiel sahen 16.426 Zuschauer. Greg Polis von den Pittsburgh Penguins wurde zum MVP gekürt.

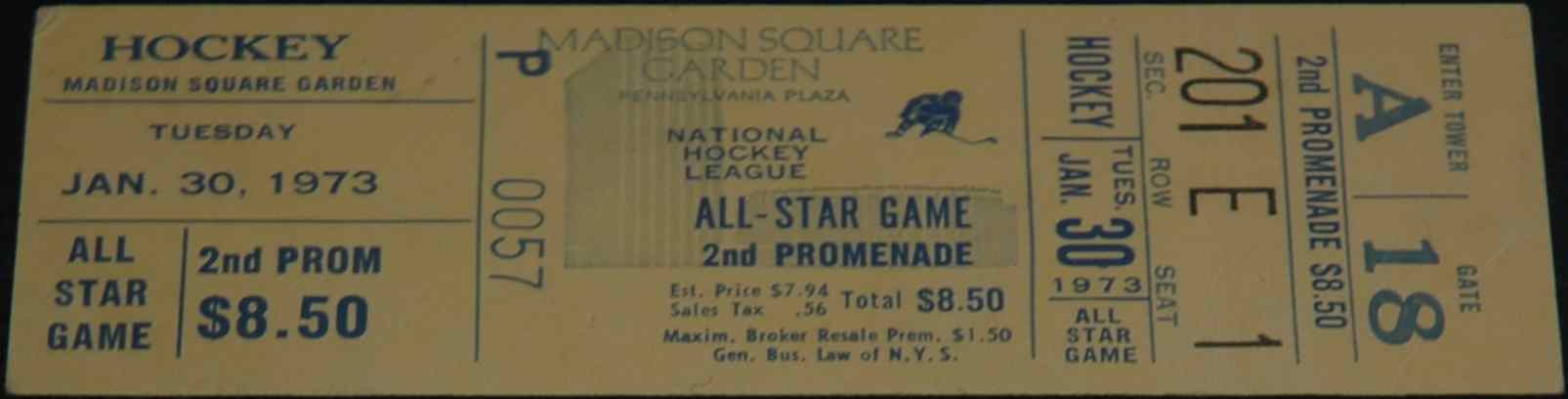
Eintrittskarte zum NHL All-Star Game 1973

## Mannschaften
| #           | Land   | Spieler          | Pos.             | Team                |
| Torhüter    |        |                  |                  |                     |
| 1           | Kanada | Eddie Giacomin   | Eddie Giacomin   | New York Rangers    |
| 30          | Kanada | Gilles Villemure | Gilles Villemure | New York Rangers    |
| Verteidiger |        |                  |                  |                     |
| 2           | Kanada | Brad Park        | Brad Park        | New York Rangers    |
| 3           | Kanada | Gary Bergman     | Gary Bergman     | Detroit Red Wings   |
| 4           | Kanada | Bobby Orr        | Bobby Orr        | Boston Bruins       |
| 5           | Kanada | Guy Lapointe     | Guy Lapointe     | Montréal Canadiens  |
| 18          | Kanada | Serge Savard     | Serge Savard     | Montréal Canadiens  |
| 20          | Kanada | Dallas Smith     | Dallas Smith     | Boston Bruins       |
| Angreifer   |        |                  |                  |                     |
| 6           | Kanada | Rick Martin      | LW               | Buffalo Sabres      |
| 7           | Kanada | Phil Esposito    | C                | Boston Bruins       |
| 8           | Kanada | Ken Hodge        | RW               | Boston Bruins       |
| 9           | Kanada | Bobby Schmautz   | RW               | Vancouver Canucks   |
| 12          | Kanada | Yvan Cournoyer   | RW               | Montréal Canadiens  |
| 14          | Kanada | Dave Keon        | C                | Toronto Maple Leafs |
| 15          | Kanada | René Robert      | RW               | Buffalo Sabres      |
| 17          | Kanada | Ed Westfall      | RW               | New York Islanders  |
| 19          | Kanada | Jean Ratelle     | C                | New York Rangers    |
| 21          | Kanada | Paul Henderson   | LW               | Toronto Maple Leafs |
| 25          | Kanada | Jacques Lemaire  | C                | Montréal Canadiens  |
| 27          | Kanada | Frank Mahovlich  | LW               | Montréal Canadiens  |

| #           | Land   | Spieler          | Pos.            | Team                    |
| Torhüter    |        |                  |                 |                         |
| 1           | Kanada | Tony Esposito    | Tony Esposito   | Chicago Black Hawks     |
| 30          | Kanada | Rogatien Vachon  | Rogatien Vachon | Los Angeles Kings       |
| Verteidiger |        |                  |                 |                         |
| 2           | Kanada | Bill White       | Bill White      | Chicago Black Hawks     |
| 3           | Kanada | Terry Harper     | Terry Harper    | Los Angeles Kings       |
| 4           | Kanada | Gilles Marotte   | Gilles Marotte  | Los Angeles Kings       |
| 5           | Kanada | Barry Gibbs      | Barry Gibbs     | Minnesota North Stars   |
| 6           | Kanada | Barclay Plager   | Barclay Plager  | St. Louis Blues         |
| 14          | Kanada | Randy Manery     | Randy Manery    | Atlanta Flames          |
| Angreifer   |        |                  |                 |                         |
| 7           | Kanada | Pit Martin       | C               | Chicago Black Hawks     |
| 8           | Kanada | Jim Pappin       | RW              | Chicago Black Hawks     |
| 9           | Kanada | Garry Unger      | C               | St. Louis Blues         |
| 10          | Kanada | Dennis Hull      | LW              | Chicago Black Hawks     |
| 11          | Kanada | Jean-Paul Parisé | LW              | Minnesota North Stars   |
| 12          | Kanada | Gary Dornhoefer  | RW              | Philadelphia Flyers     |
| 16          | Kanada | Bobby Clarke     | C               | Philadelphia Flyers     |
| 16          | Kanada | Lowell MacDonald | RW              | Pittsburgh Penguins     |
| 18          | Kanada | Bob Berry        | LW              | Los Angeles Kings       |
| 21          | Kanada | Stan Mikita      | C               | Chicago Black Hawks     |
| 22          | Kanada | Greg Polis       | LW              | Pittsburgh Penguins     |
| 23          | Kanada | Joey Johnston    | LW              | California Golden Seals |

## Spielverlauf

### Eastern All-Stars 5 – 4 Western All-Stars
All Star Game MVP: Greg Polis (2 Tore)
| Team       | Zeit  | Stand | Torschütze      | Vorlagengeber   | Vorlagengeber    |
| 2. Drittel |       |       |                 |                 |                  |
| Western    | 20:55 | 0–1   | Greg Polis      | Bobby Clarke    | Lowell MacDonald |
| Eastern    | 33:55 | 1–1   | René Robert     | Brad Park       |                  |
| Eastern    | 36:27 | 2–1   | Frank Mahovlich |                 |                  |
| Eastern    | 39:12 | 3–1   | Paul Henderson  | Phil Esposito   | Ken Hodge        |
| Western    | 39:29 | 3–2   | Pit Martin      | Dennis Hull     | Jim Pappin       |
| 3. Drittel |       |       |                 |                 |                  |
| Eastern    | 43:19 | 4–2   | Jacques Lemaire | Frank Mahovlich | Guy Lapointe     |
| Western    | 44:27 | 4–3   | Greg Polis      | Terry Harper    |                  |
| Western    | 49:27 | 4–4   | Terry Harper    | Stan Mikita     |                  |
| Eastern    | 53:59 | 5–4   | Bobby Schmautz  | Serge Savard    |                  |

Schiedsrichter: Lloyd Gilmour

Linienrichter: Neil Armstrong, John D’Amico

Zuschauer: 16.426